# Roy Chapman Andrews
Pour les articles homonymes, voir Andrews.
Roy Chapman Andrews (né le 26 janvier 1884 dans le Wisconsin et mort le 11 mars 1960 à Carmel) est un explorateur, aventurier, paléontologue et naturaliste américain.

## Biographie
Tenté jeune par l'exploration et la collecte des spécimens, il se forme seul à la taxidermie. Il finance alors ses études au College Beloit et postule à un poste au Muséum d'histoire naturelle de Washington qu'il n'obtient pas. Il étudie en parallèle à l'université Columbia et collecte pour le muséum de nombreux spécimens.
Entre 1910 et 1913, il voyage en Asie du Sud-Est et dans l'Arctique, collectant lézards et serpents, observant les mammifères marins et filmant les baleines. En 1914, il se marie et part avec son épouse, Yvette Borup dans une série d'expéditions en Chine, visitant essentiellement le Yunan.
En 1920, il explore la Mongolie et y découvre le squelette d'un rhinocéros préhistorique et des ossements de dinosaures. En 1923, dans le désert de Gobi, Kan Chuen Pao, un membre de l'expédition dirigée par Andrews, découvre le crâne fossilisé d'un grand mammifère carnivore, qu'il baptise Andrewsarchus.
Parmi les découvertes les plus célèbres d'Andrews, on peut citer un velociraptor et un œuf de dinosaure.
Devenu président du Club américain des explorateurs (1931-1934), il est nommé en 1934, directeur du Muséum d'histoire naturelle de Washington.

## Œuvres
- Monographs of the Pacific Cetacea (1914–16)
- Whale Hunting With Gun and Camera (1916)
- Camps and Trails in China (1918)
- Across Mongolian Plains (1921)
- On The Trail of Ancient Man (1926)
- Ends of the Earth (1929)
- The New Conquest of Central Asia (1932)
- This Business of Exploring (1935)
- Exploring with Andrews (1938)
- This Amazing Planet (1939)
- Under a Lucky Star (1943)
- Meet your Ancestors, A Biography of Primitive Man (1945)
- An Explorer Comes Home (1947)
- My Favorite Stories of the Great Outdoors Editor (1950)
- Quest in the Desert (1950
- Heart of Asia: True Tales of the Far East (1951)
- Nature's Way: How Nature Takes Care of Her Own (1951)
- All About Dinosaurs (1953)
- All About Whales (1954)
- Beyond Adventure: The Lives of Three Explorers (1954)
- Quest of the Snow Leopard (1955)
- All About Strange Beasts of the Past (1956)
- In the Days of the Dinosaurs (1959)

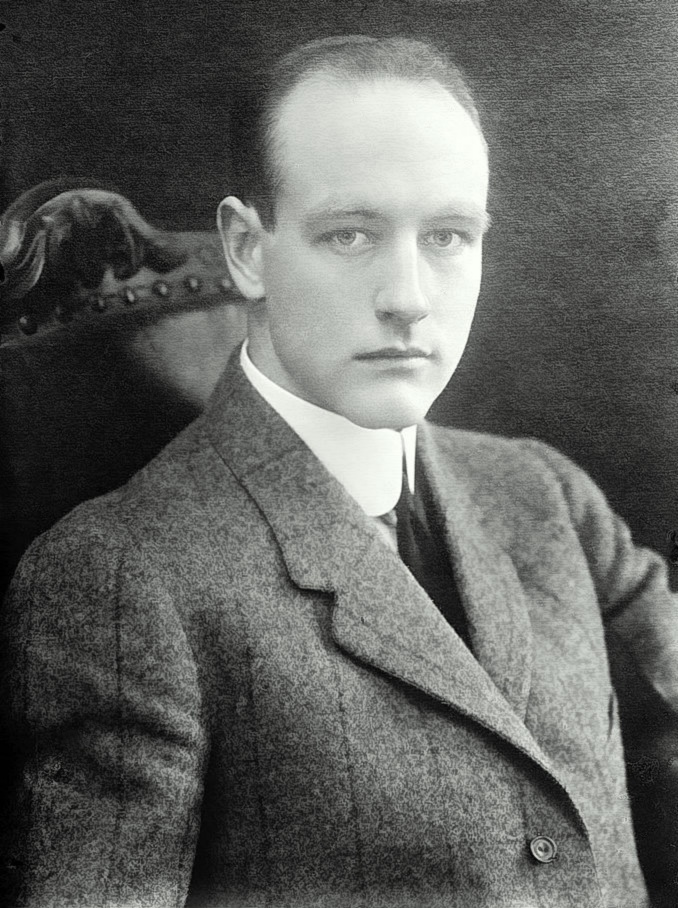
Roy Chapman Andrews en 1913

## Relation avec Indiana Jones
Bien que de nombreuses sources affirment qu'Andrews a été l'inspiration pour Indiana Jones, ni George Lucas, ni les autres créateurs de ces films ne l'ont jamais confirmé. La transcription des conférences de l'histoire du film ne fait pas mention de lui.
Une analyse de la Smithsonian Channel conclut que le lien est indirect, avec Andrews (et d'autres explorateurs) ayant servi de modèle pour les héros de films d'aventure des années 1940 et 1950, qui ont à leur tour inspiré Lucas et ses comparses.